# خوري أباد (ننور)
خوري أباد (بالفارسية: خوری‌آباد (بانه)) هي قرية تقع في إيران في قسم ننور الريفي. يقدر عدد سكانها بـ 536 نسمة .